# Musculi rotatores
Die Musculi rotatores (lat. für „Drehmuskeln“) sind eine Gruppe kurzer, über ein bis zwei Wirbelsäulensegmente verlaufende Skelettmuskeln. Sie gehören innerhalb der ortsständigen Rückenmuskulatur zum sogenannten transversospinalen System (Systema transversospinale). Sie ziehen, wie alle Muskeln dieses Systems, von den Querfortsätzen zu den Dornfortsätzen höher liegender Wirbel. Die Musculi rotatores liegen unter den Musculi multifidi und sind aufgrund der geringeren Zahl übersprungener Wirbel steiler als letztere gestellt. Sie dienen der Stabilisierung der Wirbelsäule.
Die Musculi rotatores werden nach zwei Gesichtspunkten weiter unterteilt:
- Nach der Anzahl der übersprungenen Wirbel untergliedert man sie in die 
  - Musculi rotatores breves (ein Wirbel) und
  - Musculi rotatores longi (zwei Wirbel, sie liegen öberflächlicher als die kurzen Drehmuskeln[2]).
- Nach der Lokalisation an der Wirbelsäule unterscheidet man
  - die Musculi rotatores lumborum (Lendenwirbelsäule),
  - die Musculi rotatores thoracis (Brustwirbelsäule) und
  - die Musculi rotatores cervicis (Halswirbelsäule).

In der Lenden- und Halswirbelsäule sind die Mm. rotatores sehr schwach ausgebildet und lassen sich kaum von den Mm. multifidi trennen.